# 遺失楓樹州立自然保護區

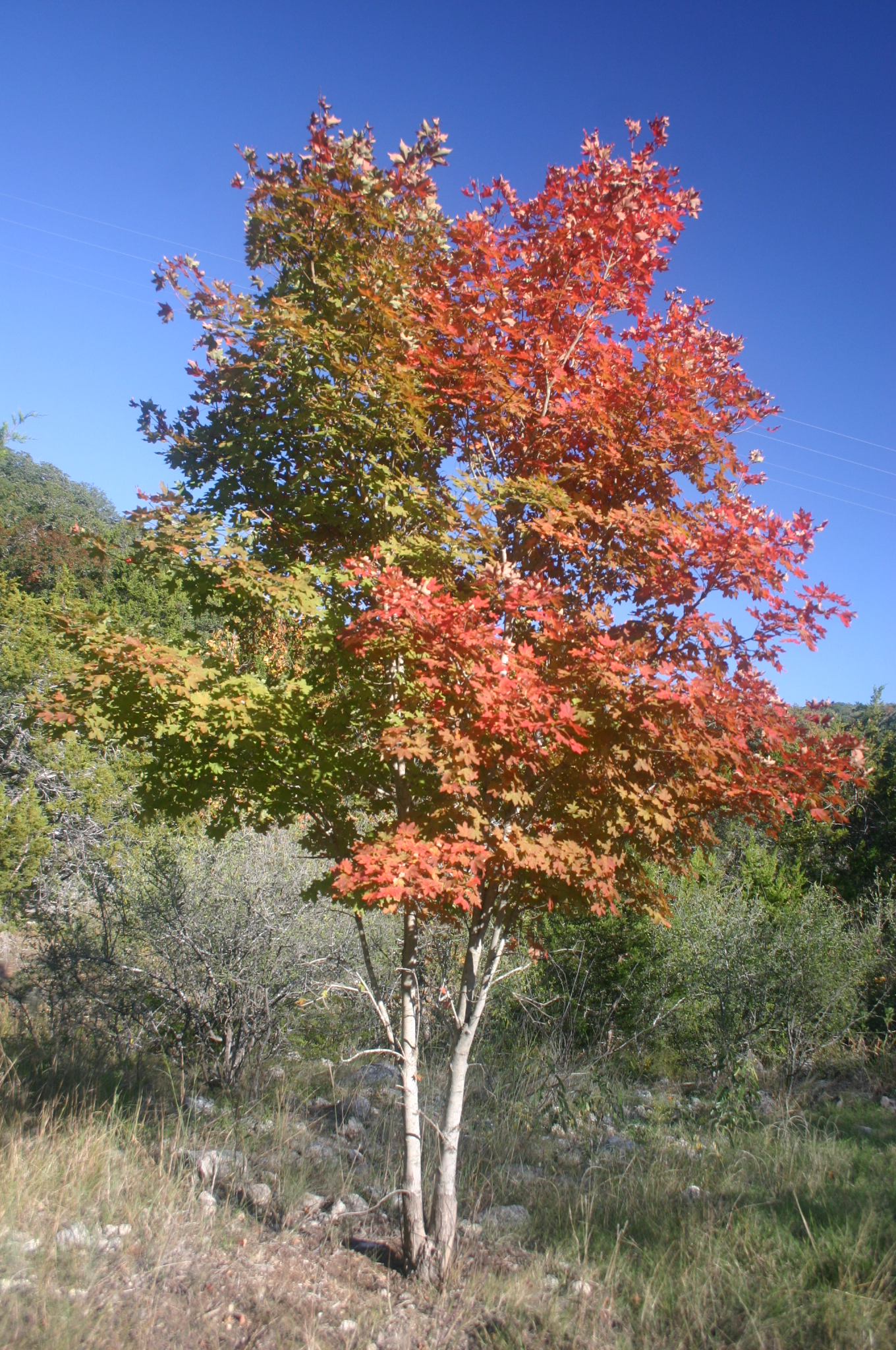
遺失楓樹州立自然保護區裏的雙色楓樹

遺失楓樹州立自然保護區(Lost Maples State Natural Area)是美國 德克薩斯州的一個州立公園，位於德州的丘陵地帶。園內以豐富的楓樹聞名，每年秋天十一月份楓葉變紅變黃時，吸引大批遊客參觀賞楓。由於公園只有250個停車位，每年十一月份的週末時，公園常常在早上十點因停車位滿了而需要關門，直到下午約五點一部分車輛離開後才重新開門。公園裏最有名的是楓樹徑(Maple Trail)。

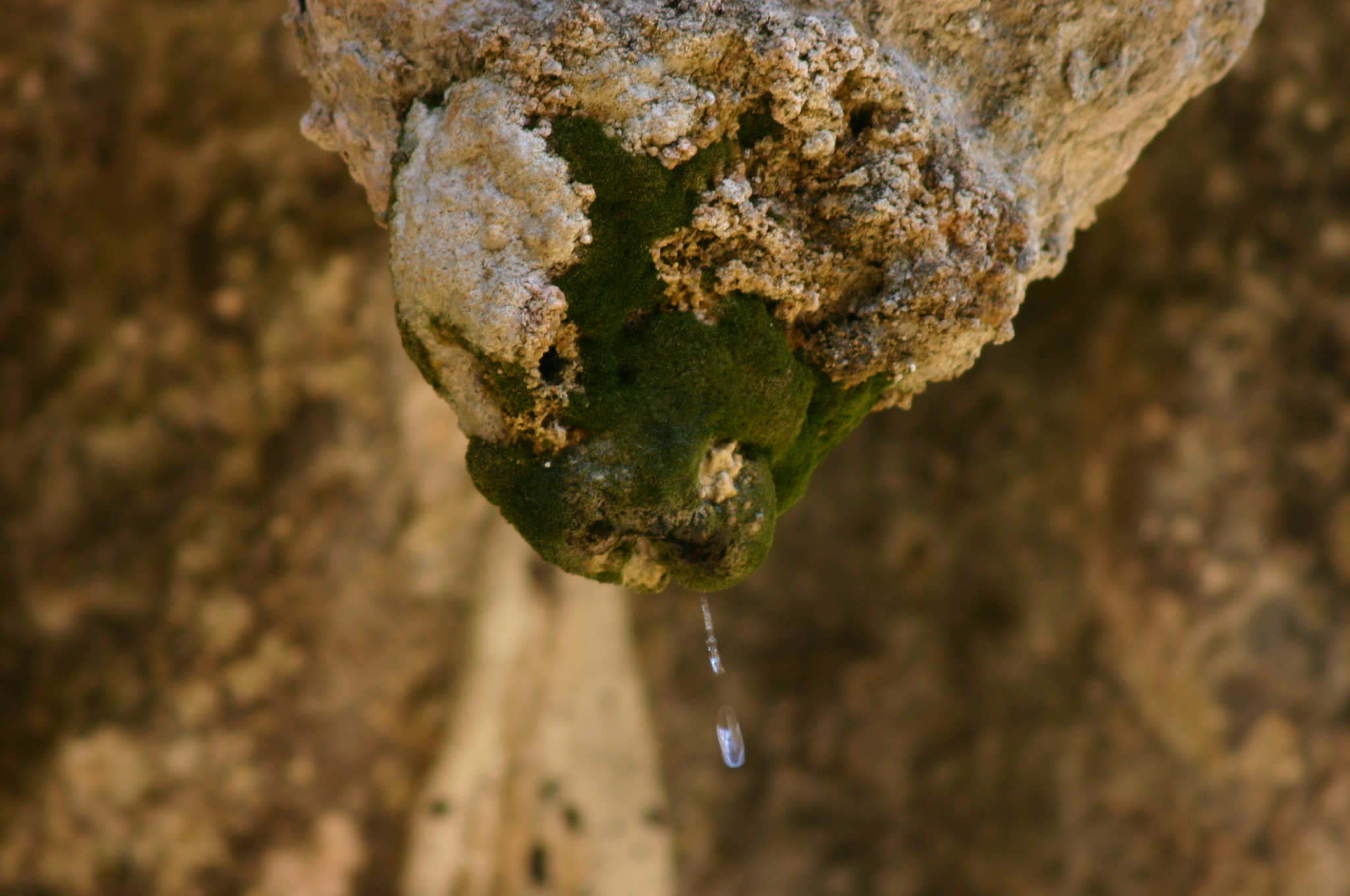
東徑上的鐘乳石，其中央管道和水滴清晰可見

公園裏還有其他遠足徑，總共11英里長，主要是東徑(East Trail)和西徑(West Trail)兩條，其中楓樹徑與東徑相連，而東徑又與西徑相通。東徑和西徑各要爬200英尺，經過多條小溪流。一些河段的水較少，在地底下流，遠足徑便開在河道上，遊客踏著河床的鵝卵石而過；另一些河段的水較多，可以看見一些幼蟲在水裏游戈；一些河段河面較寬，可以看見河底長滿形形色色的水草；還有一些河段的水很深，山勢很險，遠足徑便被修成棧道懸在半山腰上。無論是哪一段河流，大概過去都曾發過大水，河道轉彎時一邊的河岸總是兩三層樓高的峭壁，另一邊河岸是緩緩的土坡，在水勢洶湧時，峭壁那邊水流較快、山石被切削，泥石在水勢相對緩慢的另一邊沉澱下來，形成土坡。遠足徑的一些地方格外幽靜。

## 外部連結
遺失楓樹州立自然保護區官方網頁（英文） （页面存档备份，存于）